# Karacasu (district)
Karacasu is een Turks district in de provincie Aydın en telt 21.447 inwoners (2007). Het district heeft een oppervlakte van 790,36 km².
De bevolkingsontwikkeling van het district is weergegeven in onderstaande tabel.
| 1997   | 2000   | 2007   |
| ------ | ------ | ------ |
| 23.262 | 21.980 | 21.447 |

Aydın · Bozdoğan · Buharkent · Çine · Didim · Germencik · İncirliova · Karacasu · Karpuzlu · Koçarlı · Köşk · Kuşadası · Kuyucak · Nazilli · Söke · Sultanhisar · Yenipazar